# Marcin Wnuk
Marcin Wnuk (ur. 11 listopada 1949 w Inowrocławiu, zm. 7 marca 2010 tamże) – polski polityk, poseł na Sejm IV kadencji, samorządowiec.

## Życiorys
Syn Wacława i Anny. W 1985 ukończył studia na Wydziale Prawa i Administracji Uniwersytetu Mikołaja Kopernika w Toruniu. Do 1990 działał w Polskiej Zjednoczonej Partii Robotniczej (był m.in. sekretarzem Komitetu Miejskiego ds. propagandy), następnie w Socjaldemokracji Rzeczypospolitej Polskiej. W 1999 przystąpił do Sojuszu Lewicy Demokratycznej. W latach 1986–1990 był wiceprezydentem, a w okresie od 1994 do 2001 pełnił funkcję prezydenta Inowrocławia. Zasiadał także w radzie miasta i Sejmiku Województwa Kujawsko-Pomorskiego I kadencji.
W latach 2001–2005 sprawował mandat posła na Sejm IV kadencji z okręgu bydgoskiego, wybranego z listy SLD-UP. W 2005 nie uzyskał reelekcji.
W 2007 objął mandat radnego sejmiku III kadencji w miejsce Anny Bańkowskiej, wybranej do parlamentu. Zrezygnował z niego w 2009 po tym, jak został zatrzymany za prowadzenie samochodu w stanie nietrzeźwości i spowodowanie kolizji drogowej.
Pochowany na cmentarzu parafialnym w Inowrocławiu.